# پویلی-سور-سائن
پویلی-سور-سائن (به فرانسوی: Pouilly-sur-Saône) یک کمون در فرانسه با جمعیت ۶۷۰ نفر است که در Canton of Seurre واقع شده‌است.